# Profile and Franconia Notch Railroad
Die Profile and Franconia Notch Railroad ist eine ehemalige Eisenbahngesellschaft in New Hampshire (Vereinigte Staaten). Sie wurde am 11. Juli 1878 gegründet und baute eine von der White Mountains Railroad abzweigende Strecke von Bethlehem Junction zum Profile House, einem Hotel in der Franconia Notch. Die 16 Kilometer lange Strecke wurde 1879 in Betrieb genommen. Als Spurweite wählte man drei Fuß (914 mm). 1881 baute man noch eine weitere Strecke von Bethlehem Junction in die Kleinstadt Bethlehem. Beide Strecken waren nur in den Sommermonaten in Betrieb. 
1893 wurde die Gesellschaft durch die Concord and Montreal Railroad übernommen. Beide Strecken wurden später umgespurt und in den 1920er Jahren stillgelegt.